# Wirbelsäule

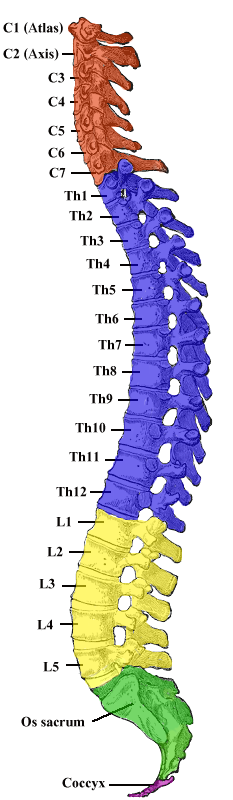
Wirbelsäule des Menschen (von links gesehen)
Farblegende:
Halswirbel (Pars cervicalis)
Brustwirbel (Pars thoracica)
Lendenwirbel (Pars lumbalis)
Kreuzbein (Os sacrum)
Steißbein (Os coccygis)

Die Wirbelsäule, anatomisch Columna vertebralis genannt, ist in ihrer Gesamtheit das zentrale tragende Konstruktionselement der Wirbeltiere. Sie bildet die knöcherne Mitte des Körpers und umhüllt das im Wirbelkanal liegende Rückenmark. Sie ist über das erste Kopfgelenk mit dem Schädel und über das Iliosakralgelenk mit dem Becken verbunden.
Beim Menschen besteht die Wirbelsäule aus 24 freien Wirbeln, die über 23 Bandscheiben beweglich verbunden sind, sowie 8 bis 10 Wirbeln, die zu Kreuz- und Steißbein verwachsen sind. Da sie fast das gesamte Körpergewicht tragen und auf die Beine verteilen muss, ist die Wirbelsäule unten (kaudal) dicker als oben (kranial). Ihre mehrfache Biegung (Doppel-S-Form) dient der Dämpfung von Stößen.
Als Rückgrat (altgriechisch ῥάχις rhachis) wird die Gesamtheit der mittig entlang des Rückens verlaufenden, tastbaren Spitzen der Dornfortsätze der Wirbelknochen bezeichnet; im weiteren Sinne wird das Wort allerdings auch als Synonym für Wirbelsäule gebraucht. Der Bezug zur Wirbelsäule wird mit den Adjektiven vertebral oder spinal bezeichnet.

## Form
Betrachtet man die Wirbelsäule eines Menschen von der Seite, fällt es auf, dass sie in der Sagittalebene geschwungen ist. Die Halswirbelsäule weist eine Biegung nach vorne (ventral) auf, die Brustwirbelsäule wölbt sich nach hinten (dorsal), die Lendenwirbelsäule wieder nach vorne und Kreuz- und Steißbein als Einheit wiederum nach hinten. Die Kyphose im Brustbereich ermöglicht eine gute Entfaltung der Lungen, die Lordosen in der Hals- und der Lendenwirbelsäule gleichen die Kyphose aus und wirken axialen Kräften und einer ungünstigen Schwerpunktverschiebung entgegen. Insgesamt ergibt sich damit eine doppelt S-förmige Krümmung. Diese Form der menschlichen Wirbelsäule dämpft beim aufrechten Gang Stöße, ähnlich einem Federstab. So werden die beim Gehen entstehenden Erschütterungen verringert und sind im Kopfbereich, mit dem Gehirn, am geringsten.
Von hinten oder vorn betrachtet bildet die Wirbelsäule eine annähernd gerade Linie. Bei einer seitlichen Verkrümmung liegt eine Skoliose vor.

## Abschnitte

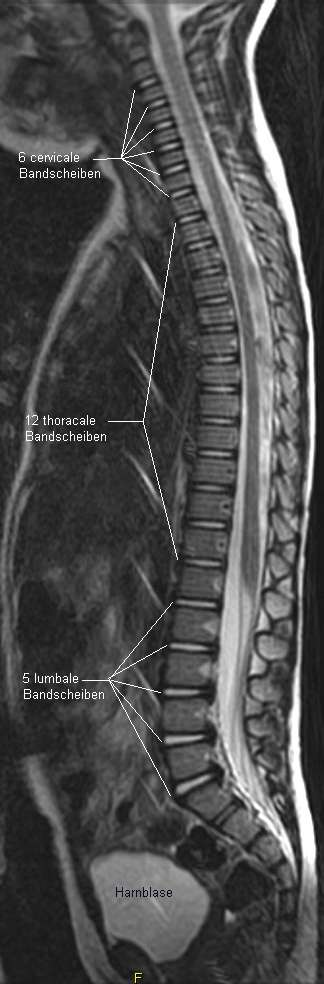
MRT der Wirbelsäule

Von oben (kranial) nach unten (kaudal) wird die Wirbelsäule in fünf einzelne Abschnitte (Wirbelsäulensegmente) unterteilt, die sich jeweils aus einzelnen Wirbeln (lat. Vertebrae) zusammensetzen. Beim Menschen sind dies die Halswirbelsäule (Pars cervicalis) mit sieben Wirbeln, die Brustwirbelsäule (Pars thoracica) mit zwölf Wirbeln, die Lendenwirbelsäule (Pars lumbalis) mit fünf Wirbeln, das Kreuzbein (Os sacrum) mit fünf durch Synostose verschmolzenen Wirbeln und das Steißbein (Os coccygis) mit vier bis fünf verschmolzenen Wirbelrudimenten (individuell und je nach Alter). Die menschliche Wirbelsäule besteht demnach aus insgesamt 33 oder 34 Wirbeln. Da die fünf Wirbel, die das Kreuzbein bilden, ebenso wie die Wirbelrudimente des Steißbeins miteinander verwachsen (verschmolzen) sind, spricht man auch oft davon, dass die Wirbelsäule aus 24 freien (präsakralen) Wirbeln (Hals-, Brust- und Lendenwirbelsäule) sowie dem Kreuzbein und dem Steißbein besteht.
Die prinzipielle Gliederung ist für alle Säugetiere typisch, die Zahl der Wirbel ist jedoch für jeden Abschnitt je nach Tierart verschieden. Schwanztragende Wirbeltiere besitzen eine unterschiedlich große Anzahl Schwanzwirbel.

## Aufbau der Wirbel

### Wirbelkörper und Wirbelkanal
Auch wenn sich die einzelnen Wirbel in den verschiedenen Wirbelsäulenabschnitten in ihrer äußeren Form etwas voneinander unterscheiden, so ist der allgemeine Aufbau doch in allen Abschnitten gleich.
Ein Wirbel besteht gemeinhin aus einem kompakten Wirbelkörper, an den sich der knöcherne Wirbelbogen anschließt. Die einzige Ausnahme ist der erste Halswirbel, Atlas, der keinen kompakten Wirbelkörper besitzt und gemeinsam mit dem zweiten Halswirbel, Axis, eine funktionelle Einheit bildet. Ansonsten formen die Wirbelbögen vor dem Wirbelkörper jeweils ein Loch als Foramen vertebrale. Übereinandergereiht bilden diese Löcher den Wirbelkanal, der das Rückenmark umhüllt von seinen Häuten dann knöchern umschließt. Das Rückenmark reicht vom Abgang des ersten Halsnervs bis zum Conus medullaris, der beim Erwachsenen in Höhe des ersten Lendenwirbels endet. Die Wirbelbögen zweier benachbarter Wirbel lassen auf jeder Seite als Zwischenraum das Foramen intervertebrale, das Zwischenwirbelloch frei, durch das auf jeder Etage beidseits ein Rückenmarksnerv (Spinalnerv) aus dem Wirbelkanal tritt.

### Querfortsatz und Dornfortsatz
Auf jeder Seite des Wirbelbogens entspringt ein Querfortsatz, der im Brustbereich eine Gelenkfläche besitzt, an die die Rippen ansetzen. Auf der Rückseite befindet sich der Dornfortsatz. Diese knöchernen Vorsprünge dienen Bändern und Muskeln als Ansatzstellen. Um einen stabilen Kontakt jedes einzelnen Wirbels zu seinen Nachbarwirbeln herzustellen, sind sie miteinander über die kleinen Wirbelgelenke verbunden. Auch diese Wirbelgelenke haben ihren Ursprung an den Wirbelbögen.
Die Wirbelkörper nehmen über die rein stabilisierende Wirkung hinaus noch eine weitere wichtige Aufgabe wahr. Wie viele andere größere Knochen bilden sie in dem in ihrem Inneren gelegenen Knochenmark die Zellen des Blutes.

## Wirbelgelenke
Mit Ausnahme des ersten und zweiten Halswirbels und der miteinander verschmolzenen Kreuz- und Steißbeinwirbel liegt zwischen zwei benachbarten Wirbelkörpern bei Säugetieren eine verbindende Bandscheibe (Discus intervertebralis). Diese besteht aus Faserknorpel mit einem relativ festen äußeren Ring aus Bindegewebe und einem weichen inneren Kern. Aufgaben der Bandscheiben sind das Abdämpfen von Stößen und Erschütterungen und die bewegliche Verbindung der einzelnen Wirbel miteinander. Die Bandscheiben bilden unechte Gelenke in Form von Symphysen.
Außer den Bandscheiben gibt es noch echte Gelenke zwischen den einzelnen Wirbeln, die Wirbelbogengelenke. Es handelt sich um ebene Gelenke oder Facettengelenke, die auf den beiden unteren (bei Tieren hinteren) und den beiden oberen (vorderen) Gelenkfortsätzen aufeinanderfolgender Wirbel liegen. Die Wirbelbogengelenke bestimmen die Bewegungsrichtung, während Bandscheiben und Wirbelsäulenbänder den Bewegungsumfang begrenzen.
Die Beweglichkeit der Wirbelsäule in den 3 beweglichen Abschnitten ist sehr unterschiedlich ausgeprägt. Generell ist die Beweglichkeit in der Halswirbelsäule in alle Richtungen am größten, die Brustwirbelsäule ist wegen ihrer Einbindung in den Brustkorb am unbeweglichsten. Aufgrund der fast senkrecht stehenden Gelenkflächen der Gelenkfortsätze im Lendenbereich findet hier fast keine Rotation statt, stattdessen ist eine starke Ventralflexion (Beugung nach vorne) und Dorsalextension (Streckung nach hinten) möglich.

## Bewegungssegment

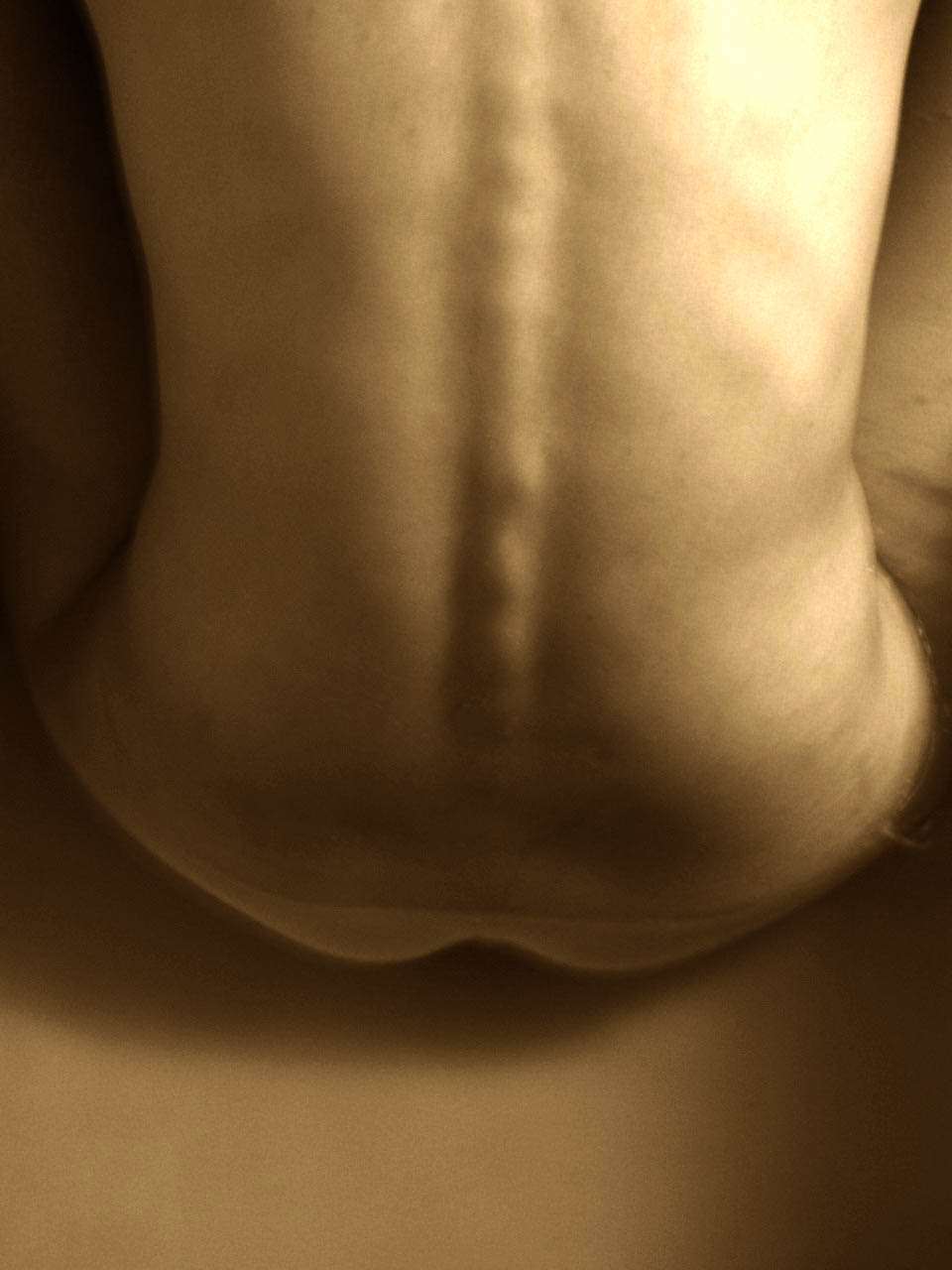
Die hervorragenden Knochenpunkte, die der Mittellinie des Rückens entlang verlaufen und den Spitzen der Dornfortsätze der Wirbelknochen entsprechen

Die kleinste funktionelle Einheit der Wirbelsäule wird auch als (Junghannssches) Bewegungssegment oder Functional Spinal Unit (FSU) bezeichnet.
Ein Bewegungssegment besteht aus zwei benachbarten Wirbelkörpern mit ihren Wirbelbogengelenken und der dazwischenliegenden Bandscheibe sowie den zugehörigen Bändern, Muskeln, Gefäßen und Nerven (Rückenmark und Nervenwurzeln).

## Bänder
Bänder erstrecken sich über die gesamte Länge der Wirbelsäule und stabilisieren sie:
- Das vordere Längsband (Ligamentum longitudinale anterius) zieht über die Vorderseiten der Wirbelkörper. Es stellt eine stabilisierende Grenze der Wirbelsäule in Richtung Hals, Brust-, Bauch- und Beckenraum dar.
- Das hintere Längsband (Ligamentum longitudinale posterius) verläuft über alle hinteren Flächen der Wirbelkörper. Es kleidet den Wirbelkanal in seinem vorderen Bereich aus.
- Den Raum zwischen den einzelnen Wirbelbögen nehmen die gelben Bänder (Ligamenta flava) ein.
- Die Zwischenquerfortsatzbänder (Ligamenta intertransversaria) bilden ein System von kräftigen Bändern, das die Querfortsätze der einzelnen Wirbel miteinander verbindet.
- Die Zwischendornfortsatzbänder (Ligamenta interspinalia) bilden ein weiteres Bandsystem. Sie ziehen von Dornfortsatz zu Dornfortsatz und verbinden die Rückseiten der einzelnen Wirbel miteinander.
- Ein über alle Dornfortsätze ziehendes Band, das Überdornfortsatzband (Ligamentum supraspinale), stellt das am weitesten hinten gelegene stabilisierende Band der Wirbelsäule dar.

Diese sechs Bänder bzw. Bandsysteme sind für die Stabilität der Wirbelsäule von großer Bedeutung. Unterstützt werden sie von den zahlreichen Rückenmuskeln. Bänder geben der Wirbelsäule Halt und Beweglichkeit. Die stabilisierenden und elastischen Strukturen der Wirbelsäule ermöglichen zahlreiche Bewegungen.

## Bewegungen
- Beugung nach vorne (Flexion)
- Streckung nach hinten (Extension)
- Seitneigung (Lateralflexion)
- Drehbewegungen (Rotation)

## Erkrankungen und Fehlbildungen
Frakturen der Wirbelsäule können u. a. zur Kyphose führen. Wird dabei das Rückenmark geschädigt, führt das zur Querschnittlähmung.
Die häufigsten Erkrankungen sind:
Degenerative Veränderungen der Funktionsgruppe aus Bandscheibe (→ Bandscheibenvorfall) und den beiden angrenzenden Wirbeln (Osteochondrosis intervertebralis), Instabilitäten bis zum Wirbelgleiten (Spondylolisthesis), dem rheumatischen Formenkreis zugehörige entzündliche Erkrankungen (etwa Morbus Bechterew) sowie Deformationen wie die Skoliose. Die häufigste Wachstumsstörung der Wirbelsäule ist die Scheuermann-Krankheit.
Chordome sind Geschwülste an der Wirbelsäule. Tuberkulose und andere Infektionskrankheiten können sich auch an der Wirbelsäule manifestieren.
Das Cervicobrachialsyndrom ist ein Schmerzzustand, der von der Halswirbelsäule ausgeht und in den Arm einstrahlt.
Eine häufige Fehlbildung, die bei etwa 10 bis 20 % der Bevölkerung auftritt, ist die sogenannte Spina bifida occulta, die am häufigsten am Kreuzbein und der Lendenwirbelsäule auftritt. Dabei ist ein Wirbelbogen nicht ganz geschlossen, was für den Betroffenen jedoch in der Regel keine Folgen hat und daher unbemerkt bleibt. Schwerwiegender, aber auch seltener ist die Spina bifida aperta, bei der zusätzlich eine Fehlbildung des Rückenmarks vorliegt. Fehlbildungen können auch die Wirbelkörper betreffen: Blockwirbel sind zwei zusammengewachsene Wirbel, bei Halbwirbeln sind obere und untere Hälfte eines Wirbelkörpers nicht miteinander verwachsen. Blockwirbel bedeuten eine Einschränkung der Beweglichkeit der Wirbelsäule, während Halbwirbel zu Skoliose führen. Zu den Erkrankungen der Wirbelsäule gehört auch die Ankylose von Wirbeln.
Sehr selten treten Skelettdysplasien auf, die ausschließlich die Wirbelsäule betreffen, sog. Brachyolmie.

## Ältere Literatur
- J. P. Frank: De vertebralis columnae in morbis dignitate. In: Delectus opusculorum medicorum antehac in Germaniae diversis academiis editorum. 12 Bände. Pavia 1785–1793, Band 11, 1782, S. 1 ff.
- Kurt Gutzeit: Wirbelsäule und innere Krankheiten. In: Münchener Medizinische Wochenschrift. Band 95, Nr. 1, 2. Januar 1953, S. 47–53.
- Hans Haferkamp (Hrsg.): Die Veränderungen der Wirbelsäule als Krankheitsursache. Klinik und Pathologie. Vorträge des vom Zentralverband der Ärzte für Naturheilverfahren im Frühjahr 1954 in Bad Neuenahr veranstalteten 6. Fortbildungskurses, Stuttgart 1955.